# Владимир Джабирски
}}
Владимир Джабирски (на македонска литературна норма: Владимир Џабирски) е политик от Северна Македония.

## Биография
Роден е на 18 юни 1956 година. През 1980 година завършва Скопския университет. От 1981 година работи в Земеделския факултет на същия университет. Между 1998 и 1999 година е министър на земеделието, а от 2001 до 2002 и министър на околната среда и планирането.